# زهره حکیمی
زهره حکیمی، (۱۳۳۴) نویسندهٔ معاصر ایرانی.

## زندگی
زهره حکیمی در تیر ماه ۱۳۳۴ در ری به‌دنیا آمد. وی معلم بود و داستان‌نویسی را از اواسط دههٔ هفتاد شروع کرد. او دو مجموعه داستان و دو رمان منتشر کرده و داستان های وی در مجلات همشهری داستان، زنان و ادبیات داستانی چاپ شده است.

## آثار

### مجموعه داستان
- ۱۳۸۰ - بعد از ردیف درخت‌ها نشر نیلوفر.[۱]
- ۱۳۸۴ - اهل هیچ‌جا نشر نیلوفر.[۲]

### رمان ها
- ۱۳۸۷ - "حال سگ" نشر افق.
- ۱۳۹۱ - "بادام تلخ" نشر پیکان.